# Wild Ammonoosuc River
Der Wild Ammonoosuc River ist ein linker Nebenfluss des Ammonoosuc River im US-Bundesstaat New Hampshire.
Der Wild Ammonoosuc River hat seinen Ursprung im Beaver Pond nahe dem Bergpass Kinsman Notch in den White Mountains in der Town of Woodstock. Von dort fließt der Fluss in überwiegend nordwestlicher Richtung durch Easton und Landaff. Die New Hampshire State Route 112 folgt dem gesamten Flusslauf. 
Der Wild Ammonoosuc River mündet schließlich südlich von Bath in den Ammonoosuc River.
Der Wild Ammonoosuc River hat eine Länge von 24 km. 

## Gedeckte Brücken
Die Swiftwater Covered Bridge überspannt den Wild Ammonoosuc River knapp 4 km vor dessen Mündung. Sie wurde 1849 erbaut und 1999 renoviert.

## Freizeit
Am Wild Ammonoosuc River befindet sich eine 16 km lange Wildwasserstrecke für Paddler und Kajakfahrer zwischen Wildwood bis zur Covered Bridge. Der Schwierigkeitsgrad liegt bei II–III.